# Naime Sultan
Fatma Naime Sultan (turco ottomano: فاطمه نعيمه سلطان, lett. "colei che si astiene" e "tranquillità"; Istanbul, 5 settembre 1876 – Tirana, 1945) è stata una principessa ottomana, figlia del sultano Abdülhamid II e della consorte Bidar Kadın.

## Origini

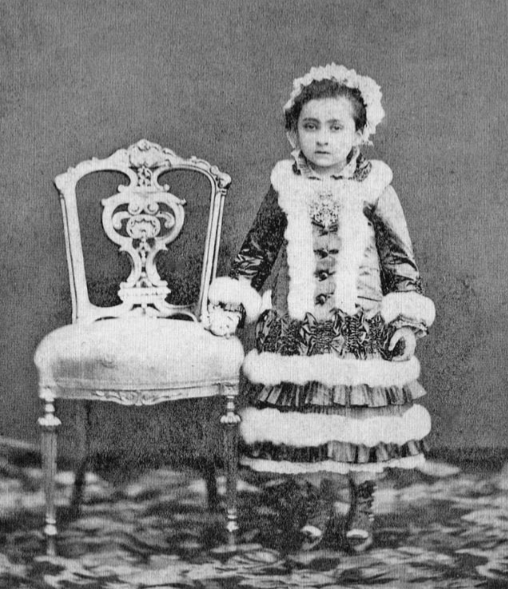
Naime Sultan nel 1882

Fatma Naime Sultan nacque il 5 settembre 1876 a Istanbul, nel Palazzo Dolmabahçe. Suo padre era il sultano ottomano Abdülhamid II, salito al trono quattro giorni prima della sua nascita, dopo aver deposto il suo fratellastro Murad V, e sua madre la consorte Bidar Kadın. Venne chiamata in onore della sorella del padre, Naime Sultan, morta infante. Aveva un fratello minore, Şehzade Mehmed Abdülkadir. A causa della sua data di nascita, suo padre la soprannominò la sua "figlia dell'ascesa" ed ebbe sempre per lei una predilezione particolare, annoverandola fra le sue figlie preferite insieme alle sorellastre Zekiye e Ayşe Sultan.
Venne descritta come molto somigliante alla nonna paterna Tirimüjgan Kadın, da cui aveva ereditato gli occhi verde intenso.
Nel 1977 Abdülhamid trasferì la corte da Palazzo Dolmabahçe a Palazzo Yıldız e Naime, insieme a tutto il resto dell'harem, andò con lui.
Qui venne istruita insieme alla sorellastra Ayşe Sultan. Studiò francese, pittura e soprattutto musica, verso cui mostrò un talento particolare. Istruita nel pianoforte da Lombardi Bey, nel 1889 le venne concesso di suonare per l'imperatrice tedesca Augusta Vittoria di Schleswig-Holstein-Sonderburg-Augustenburg, in visita a Istanbul. Per onorare l'ospite, Naime scelse per l'occasione brani di compositori tedeschi.
Quando raggiunse l'età da marito furono in molti a rivaleggiare per la sua mano. Venne chiesta in sposa dal chedivè d'Egitto Abbas Hilmi Pasha, ma Abdülhamid rifiutò per motivi politici e gli offrì invece una nobildonna della sua corte. Si pensò poi di farla sposare con un cugino, Şehzade Mehmed Ziyaeddin, figlio del futuro sultano Mehmed V, ma anche questo matrimonio non si concretizzò perché lo sposo e suo padre declinarono la proposta (curiosamente, il figlio di Naime sposerà poi una figlia di Ziyaeddin, Dürriye Sultan).

## Primo matrimonio
Infine, nel 1898, Abdülhamid la promise in sposa a Mehmed Kemaleddin Paşah, figlio di Gazi Osman Paşah e Zatıgül Hanım, che aveva in precedenza fatto parte dell'harem del sultano Abdulaziz, e il cui fratello maggiore era già sposato alla sua figlia maggiore, Zekiye Sultan. 
Naime e Kemaleddin si sposarono il 17 marzo 1898 a Palazzo Ortaköy. Il suocero inviò alla sposa una lussuosa tiara, e Naime diede scandalo quando si presentò alla cerimonia indossando un abito bianco in stile europeo, come era suo desiderio, invece di un tradizionale abito rosso in stile ottomano. Abdülhamid, in segno di stima per la famiglia dello sposo, onorò la madre di lui con l'Ordine di Abdülmecid, mai concesso a qualcuno fuori dalla dinastia.
Il matrimonio di Naime venne così descritto nelle sue memorie dalla sua sorellastra Ayşe Sultan:
Quando il marito entrò nel salone dell'harem dove era seduta la sua sposa, le chiese cerimoniosamente di alzarsi ma la principessa rifiutò (come era consuetudine). Lo sposo la pregò e iniziò a sudare, ma Naime Sultan rifiutò per almeno mezz'ora. Al che, Valide Sultan (Rahime Perestu Sultan) fu chiamata e le disse: "Mia cara ragazza, per amor mio, ti prego, alzati. Non ferire i sentimenti di nostro genero”. Naime Sultan finalmente si alzò e si udirono le grida di Maşallah mentre si suonava la marcia di Hamidiye. Kemaleddin Paşa e il guardiano delle fanciulle la scortarono con difficoltà nella stanza degli sposi, perché la scalinata era gremita di ospiti e l'abito di Naime Sultan era particolarmente pesante. Si sedette nell'angolo allestito per lei all'interno della stanza degli sposi, poi lo sposo uscì e lanciò monete d'oro in giro. Poi fu il turno delle monete d'oro del Sultano, poi di Valide Sultan.
In seguito, i membri femminili della Famiglia Imperiale entrarono nella stanza della sposa e le baciarono la mano per congratularsi con lei. Poi il banchetto iniziò e durò fino a sera, quando gli ospiti cominciarono ad andarsene. Lo sposo baciò la mano di Valide Sultan. Al momento della preghiera notturna, Kemaleddin Paşa è stato nuovamente scortato dal guardiano delle fanciulle nella stanza di sua moglie. Prima di entrare baciò un'ultima volta le mani di Valide Sultan e delle principesse. All'interno della stanza, pregò su un tappeto da preghiera ricamato con fili d'oro, mentre Naile Sultan lo osservava.

Recitate le preghiere, il guardiano delle fanciulle chiuse la porta della stanza, eseguì piano una temenna (inchino) e pregò che il matrimonio fosse benedetto da Dio.
Naime Sultan andò a vivere in un Palazzo sul lungomare, vicino a quello della sua sorellastra Zekiye Sultan. L'altro palazzo, col giardino adiacente al suo, venne occupato nel 1901 da sua cugina Hatice Sultan, figlia di Murad V.
La coppia ebbe un figlio e una figlia e Naime era sinceramente innamorata del marito.

## Scandalo e divorzio
Agli inizi del 1904, scoppiò un enorme scandalo quando si scoprì che il marito di Naime aveva da tre anni una relazione adultera con Hatice Sultan, cugina di Naime e sua vicina di casa.
Quando lo scoprì, Naime Sultan, che era all'epoca malata, s'indebolì ancora di più a causa dello choc e ci mise tanto a riprendersi che si diffusero voci secondo cui i due amanti l'avevano avvelenata per potersi sposare. Tuttavia, le medicine di Naime, così come i suoi cosmetici, cibi e bevande furono analizzati senza trovare nulla, senza contare che, secondo persone a lei vicine, Hatice Sultan agì solo per vendetta verso Abdülhamid II, non per amore, e infatti rifiutò di sposare Kemaleddin quando ne ebbe l'occasione.
Abdülhamid si arrabbiò enormemente per l'umiliazione e il dolore inflitti alla figlia prediletta. Sciolse immediatamente il matrimonio, annullò tutti i gradi militari, le onorificenze e i titoli di Kemaleddin e lo esiliò a Bursa, da cui poté rientrare solo dopo la deposizione del sultano nel 1909.

## Secondo matrimonio
Tre anni dopo il divorzio, Naime Sultan sposò İşkodralı Celaleddin Pasha, figlio di İşkodralızâde Ali Riza Paşa e discendente da una figlia del sultano Mahmud II, l'11 luglio 1907 a Palazzo Yıldız, con una cerimonia modesta. Lo sposo venne elevato a visir per l'occasione. Non ebbero figli, ma il matrimonio fu tranquillo e sereno.
Due anni dopo, Abdülhamid II fu deposto ed esiliato. Sul trono salirono due suoi fratellastri minori, prima Mehmed V e poi, nel 1920, Mehmed VI. Naime era un'oppositrice di quest'ultimo e, insieme alla cugina Fehime Sultan, figlia di Murad V, divenne un'informatrice per diversi gruppi clandestini di opposizione, e infine un membro attivo a pieno titolo.
Alla fine, questi gruppi sancirono l'abolizione del sultanato e l'esilio della dinastia ottomana.

## Esilio
Nel 1924 la dinastia ottomana venne esiliata.
Naime e la sua famiglia si stabilirono prima in Italia, a Genova, dove vissero in albergo, poi in Francia. Qui suo marito si ammalò di tubercolosi. Naime spese tutto ciò che aveva per salvarlo, ma morì comunque nel 1940, poco prima dell'occupazione nazista, per sfuggire alla quale Naime si rifugiò a Tirana, in Albania, patria del secondo marito. Portò con sé sua nipote Nermin Sultan, figlia di sua figlia. La bambina soffriva di tubercolosi ossea e Naime non reputava i genitori in condizione di occuparsene.
Durante l'esilio, insegnò il turco ai suoi nipoti ed era solita intrattenerli con storie sulla vita a Palazzo.

## Morte
Sebbene inizialmente dichiarato che morì nel 1945 durante un bombardamento, in realtà Naime Sultan e sua nipote Nermin furono catturate dai nazisti e rinchiuse in un campo di concentramento in Albania. Nermin si salvò e venne poi rimpatriata da suo padre in Francia, mentre Naime morì lì. Non si sa dove sia stata sepolta.

## Discendenza
Dal suo primo matrimonio, Naime Sultan ebbe un figlio e una figlia:
- Sultanzade Mehmed Cahid Osman Bey (gennaio 1899 - 30 marzo 1977). Ebbe due mogli:
  - Dürriye Sultan. Figlia di Şehzade Mehmed Ziyaeddin e nipote del sultano Mehmed V. Si sposarono a Palazzo Yıldız il 26 marzo 1920, con una cerimonia officiata da Şeyhülislam Haydarîzâde İbrahim Efendi e una dote di 1001 borse d'oro. Nell'accordo prematrimoniale, era garantito il diritto di divorziare, cosa che fecero il 6 novembre 1921, davanti a Şeyhülislam Nuri Efendi. Non ebbero figli e Dürriye morì l'anno seguente, a sedici anni.
  - Laverans Hanım. Zia materna di Dürriye, si sposarono dopo il divorzio. Da lei ebbe un figlio:
    - Bülent Osman Bey. Sposato, ha due figli:
      - Bülent Ossmann (n. 2 marzo 1930). Ha un figlio:
        - Rémy Chengiz Ossmann (n.16 novembre 1963). Ha un figlio:
          - Selim Ossmann (n.14 dicembre 1992)

      - Koubilay Osmanoğlu (n.1937). Ha un figlio e due figlie:
        - Shehnaz Osmanoğlu (n.1970)
        - Inci Osmanoğlu (n.1972)
        - Orhan Osmanoğlu (n.1975)
- Adile Hanimsultan (12 novembre 1900 - febbraio 1979). Sposata due volte, ha avuto tre figlie e un figlio. 
  - Şehzade Mahmud Şevket. Figlio di Şehzade Mehmed Seyfeddin e nipote del sultano Abdülaziz. Si sposarono nel 1922 e divorziarono nel 1928. Ebbero una figlia:
    - Hamide Nermin Nezahet Sultan (27 gennaio 1923 – 7 novembre 1998). Malata fin da piccola di tubercolosi ossea, venne cresciuta dalla nonna materna. Sopravvisse ai campi di concentramento, fu modella per Matisse e impiegata delle Nazioni Unite.

  - Orhan El-Bekri. Ricco uomo d'affari turco egiziano. Si sposarono dopo il divorzio. Ebbero due figlie e un figlio:
    - Ayten El-Bekri. Sposata col professore Zekeriya Nasr.
    - Koubilay El-Bekri. Sposato con Gönül Hanım.
    - Şermin El-Bekri

## Personalità
Secondo Ayşe Sultan, Naime era una donna dolce, delicata e di buon cuore. Aveva cura di trovare buoni partiti per le ragazze impiegate presso di lei e patrocinava diversi musicisti, soprattutto di saz. Aveva la musica, l'arte e la poesia.

## Onorificenze
Naime Sultan venne insignita delle seguenti onorificenze:
- Ordine della Casa di Osman
- Ordine di Mejīdiyye, ingioiellato
- Medaglia Iftikhar Sanayi, oro

## Cultura popolare
- Nella serie TV del 2017 Payitaht: Abdülhamid, Naime Sultan è interpretata dall'attrice turca Duygu Gurcan.